# Saša Planinšec
Saša Planinšec (* 2. Juni 1995) ist eine slowenische Volleyballspielerin.

## Karriere
Planinšec begann ihre Karriere 2012 bei Nova KBM Branik Maribor. Mit dem Verein gewann sie mehrere Meisterschaften und Pokale. 2013 und 2015 war Maribor mit der Mittelblockerin außerdem im MEVZA-Cup (Mitteleuropäische Volleyball-Liga) erfolgreich. Außerdem spielte der Verein fünf Jahre lang im CEV-Pokal. 2017 folgte das Double aus Meisterschaft und Pokal. Mit der slowenischen Nationalmannschaft nahm Planinšec an der Europameisterschaft 2015 teil. Zur Saison 2017/18 wechselte sie zum deutschen Bundesligisten Dresdner SC. In ihrer ersten Saison erreichte Planinšec mit dem Dresdner Verein den Pokalsieg sowie den Einzug in das Playoff-Halbfinale. In ihrer zweiten Saison bei den Dresdnern schied sie bereits im Playoff-Achtelfinale aus dem Kampf um die Deutsche Meisterschaft aus. Der Dresdner SC entschloss sich nach dem Ende der Saison, Planinšec kein neues Vertragsangebot zu unterbreiten.